# Periclimenaeus jeancharcoti
Periclimenaeus jeancharcoti is een garnalensoort uit de familie van de Palaemonidae. De wetenschappelijke naam van de soort is voor het eerst geldig gepubliceerd in 1991 door Bruce.